# Мечеть Байя
Мечеть Байя (араб. مسجد البيعة), також відома як Мечеть на пагорбі аль-Акаба — мечеть в передмісті міста Мекка, Саудівська Аравія.

## Історія
Побудована за розпорядженням халіфа Абу Джафара аль-Мансура в 761 на місці аль-Байаха на схилах пагорба аль-Акаба, неподалік дороги між горою Арафат і долиною Міна. Саме на цьому місці в 621 представники арабських племен Аус та Хазрадж зустрілися з пророком Мухаммедом для переговорів. Дванадцять ансарів (10 хазраджитів і 2 аусита) урочисто поклялися пророку Мухаммеду поклонятися тільки Аллаху, не красти, не чинити перелюб, не вбивати дітей, утримуватися від наклепу та злослів'я. Вони також поклялися коритися Мухаммеду, як пророку, виконувати що вимагатиме Аллах, зберігати вірність Мухаммеду в щастя і в горі. Клятва при Акабі майже дослівно повторює уривок із 12 аяту сури Аль-Мумтахана («Випробовувана»).

## Опис
Розташована на схід від Мекки, за 300 метрів від джамарату аль-Акаба, праворуч від мосту Джамарата. У мечеті є відкритий двір.